# Esteban Espíndola
Esteban Ezequiel Espíndola López (San Martín, Buenos Aires, Argentina, 22 de marzo de 1992), es un exfutbolista y agente de futbolistas argentino.

## Trayectoria

### C. A. River Plate
Esteban se formó como jugador en las divisiones inferiores del River Plate, siendo el capitán del equipo en la novena, octava, séptima, quinta y cuarta categoría y se proclamó campeón en cada una de ellas. En 2012 se hizo con el título de la Copa Libertadores Sub-20. Al año siguiente fue promovido al plantel principal e inició pretemporada con Ramón Díaz como el entrenador.
Su debut en un partido oficial se produjo el 24 de abril de 2013, por la ronda de dieciseisavos de final de la Copa Argentina. Espíndola apareció en el once titular, salió de cambio al minuto 64' por Gabriel Mercado y el marcador acabó en derrota por 0-1 contra Estudiantes de Caseros.

### Atlético Central Córdoba
El 15 de julio de 2013, se confirma su fichaje en el Instituto Central Córdoba, siendo el decimotercer refuerzo del equipo que era dirigido por Frank Darío Kudelka. Sin embargo, el 22 de julio no se presentó a las prácticas de pretemporada y se le vio en Atlético de Rafaela, por lo que fue dado de baja. El representante de Espíndola, Fernando Hidalgo, dijo que la salida del jugador de Instituto fue un «papelón»: "Desgraciadamente lo de Espíndola López fue un papelón. Un mes para decidir Instituto su incorporación y fue, y River lo transfirió a Rafaela".

### Atlético de Rafaela
Espíndola se incorporó al Atlético de Rafaela cedido por River Plate. Durante el Torneo Inicial 2013, el jugador fue constantemente relegado a la lista de reserva y en dos oportunidades apareció en la convocatoria sin participación. Tras un campeonato, Esteban haría su debut en la Primera División el 8 de febrero de 2014 por la fecha inaugural del Torneo Final, donde alcanzó la totalidad de los minutos en el empate 1-1 de local contra All Boys. En la temporada tuvo solo tres escasas apariciones.

### C. A. Nueva Chicago
El 7 de julio de 2014, Esteban se sumó al Nueva Chicago como la octava contratación del club. En el Campeonato de Primera B Nacional, el defensa no disputó ningún partido.

### C. A. Belgrano
El 18 de febrero de 2015, es adquirido por el Belgrano. Su debut en el Campeonato de Primera División debió esperar hasta el 26 de septiembre, cuando participó en la totalidad de los minutos en la victoria 0-1 sobre Colón.
Luego de diecisiete participaciones en tres temporadas de torneo de liga, Espíndola pudo tener polifuncionalidad al desempeñarse como lateral derecho y defensa central.

### C. A. San Martín de Tucumán
El 20 de agosto de 2017, Espíndola llegó a San Martín de Tucumán en condición de préstamo por un año. Su primera aparición en el Campeonato de Primera B se dio el 16 de septiembre, jugando los últimos quince minutos tras ingresar de cambio por Ariel Matías García, en el triunfo por 1-0 ante Ferro Carril Oeste. En esta temporada obtuvo la regularidad de dieciocho presencias. El 3 de junio de 2018, su equipo ganó el ascenso al máximo circuito luego de vencer en la final al Sarmiento de Junín.

### C. D. Olimpia
Espíndola regresó al Belgrano tras el préstamo en San Martín e inició la pretemporada, pero poco después optó por la rescisión de su contrato ante el interés del Olimpia de Honduras. El 8 de agosto, luego de que el equipo no pudiera hacerse con los servicios de Pier Barrios, acordó con Esteban enviarle el contrato para firmarlo por un año. Finalmente, el 14 de agosto arribó al país hondureño siendo este el primer club extranjero en el que jugaría.
Debutó el 22 de agosto de 2018, por los dieciseisavos de final de la Copa de Honduras contra el Altamira. El defensa apareció como titular en la victoria por 0-2. Su primer partido jugado en el Torneo de Apertura se dio el 8 de septiembre, donde fue estelar los 90' minutos del empate 1-1 frente a Honduras Progreso. El 16 de diciembre se quedó con el subcampeonato de liga tras perder la serie final contra el Motagua. Espíndola alcanzó catorce juegos en la competencia. El 22 de diciembre fue separado del equipo por decisión del entrenador Manuel Keosseian.

### C. A. Racing
Después de quedar libre, clubes hondureños como el Real España, Motagua y Marathón se interesaron en fichar a Espíndola. El 29 de enero de 2019, se confirma su incorporación al Racing de Córdoba por un periodo de seis meses. La decisión del futbolista en regresar a Argentina se debió a la cercanía con su familia. Para el Torneo Federal A, el defensa obtuvo seis participaciones.

### C. D. Marathón
El 27 de junio de 2019, Esteban llegó a un acuerdo para volver al fútbol hondureño, firmando esta vez para el Marathón.
Debutó en el Torneo de Apertura 2019 el 27 de julio, con la victoria de su equipo por 2-0 sobre el Real de Minas. El 11 de agosto convirtió el primer gol de su carrera frente al Olimpia, cuyo tanto significó el empate 1-1 definitivo. En esta competencia fue uno de los más regulares del equipo, tras alcanzar dieciocho apariciones.
El 3 de enero de 2020, el Deportivo Saprissa de Costa Rica le realizó una oferta formal por sus servicios. Sin embargo, el 6 de enero se confirmó que el jugador seguiría en el Marathón debido al rechazo de la misma al ser poco halagadora.
Su segundo certamen, el Clausura 2020, lo comenzó el 11 de enero con la igualdad a dos tantos contra el Lobos de la UPNFM. El 2 de febrero consiguió el primer gol de la campaña sobre el Honduras Progreso.

### Deportivo Saprissa
El 9 de julio de 2020, se oficializa su incorporación en el Deportivo Saprissa de Costa Rica por un año. Fue presentado al día siguiente con la dorsal «5».
Debutó en competencia oficial por el Torneo de Apertura el 12 de septiembre, ingresando de cambio en los últimos dos minutos de la victoria 1-0 sobre Jicaral. El 23 de septiembre fue expulsado por doble acumulación de amarillas en el duelo frente al Cartaginés. Cerró la competencia con once participaciones en el certamen nacional.
Empezó su segunda campaña como titular en la totalidad de los minutos del empate 0-0 contra Grecia. Aportó su primer gol en el Torneo de Clausura 2021 el 16 de enero, en el juego que enfrentó como local a Jicaral. Espíndola aprovechó un tiro de esquina lanzado por Marvin Angulo para rematar de cabeza y poner el tanto que daba la ventaja transitoria a su equipo, que al final igualó por 2-2. El 22 de enero vuelve a anotar mediante un cabezazo para abrir la cuenta de anotaciones de la victoria 5-0 sobre el Arcahaie, por las semifinales de la Liga Concacaf. Tres días después, Esteban salvó el empate 2-2 de su club ante Guadalupe, marcando al minuto 85'. Espíndola fue de gran importancia para el equipo en la semifinal de ida contra Alajuelense, al anotar el primer gol del triunfo por 4-3. El 19 de mayo salió lesionado del encuentro de vuelta que terminó empatado 2-2. Al día siguiente se confirmó una presencia de un esguince grado 2-3 del tobillo derecho, y su tiempo de recuperación no fue revelado. Se perdió el compromiso de ida de la final frente al Herediano, donde Saprissa ganó con cifras de 3-2. Pudo recuperarse para el juego de vuelta del 26 de mayo y reemplazó a Michael Barrantes en los últimos doce minutos del triunfo 0-1 a domicilio, para proclamarse campeón del torneo. El 28 de mayo se comunicó su salida del club tras finalizar su contrato. En el equipo morado, Esteban jugó 37 partidos oficiales y convirtió cuatro goles.

## Selección nacional

### Categorías inferiores
Durante octubre y noviembre de 2007, el defensa jugó con la Selección de Argentina de la categoría Sub-15 en el Campeonato Sudamericano.
Integró a la Selección Sub-17 que enfrentó el Campeonato Sudamericano de 2009. En su debut el 18 de abril en el Estadio Tierra de Campeones frente a Venezuela, Espíndola anotó un gol de penal al minuto 10' en la victoria por 2-0. Luego jugó contra Chile como capitán, estuvo en la suplencia ante Ecuador y cerró la etapa de grupos el 27 de abril en la titularidad contra Uruguay. El 9 de mayo por la final ante Brasil, Esteban fue protagonista al marcar la anotación del empate 2-2 al minuto 87', lo que obligó la serie a los penales. Espíndola cobró uno de los tiros, pero el resultado favoreció a los rivales.
Con la Selección Sub-21 fue tomado en cuenta por el entrenador Sergio Batista para jugar el Torneo Esperanzas de Toulon de 2009. Aunque fue suplente en los dos primeros partidos contra Países Bajos y Egipto, pudo hacer su debut el 7 de junio en el empate 1-1 ante Emiratos Árabes Unidos. Luego de perder la semifinal frente a Francia, su selección se conformó con el tercer puesto al vencer a Países Bajos el 12 de junio.
El 7 de octubre de 2009, el defensa fue incluido en la nómina del estratega José Luis Brown, para participar en el Mundial Sub-17 que se llevó a cabo en Nigeria. Inició su participación en el certamen máximo en la victoria por 0-1 ante Honduras en el primer partido de la fase de grupos. Volvió a formar parte del once inicial ante Alemania, donde marcó un gol de penal al minuto 57' para el empate transitorio de 1-1. El conjunto argentino remontó el partido y ganó por 2-1. En el último partido de la primera ronda frente a Nigeria, Espíndola fue relegado al banquillo. El 4 de noviembre, por la serie de octavos de final contra Colombia, el defensor salió expulsado por doble tarjeta amarilla al minuto 65'. Su selección quedó fuera del torneo tras perder con marcador de 2-3.

#### Participaciones en juveniles
| Competición                            | Sede    | Resultado        | Partidos | Goles |
| -------------------------------------- | ------- | ---------------- | -------- | ----- |
| Campeonato Sudamericano Sub-15 de 2007 | Brasil  | Tercer lugar     |          |       |
| Campeonato Sudamericano Sub-17 de 2009 | Chile   | Subcampeón       | 4        | 2     |
| Torneo Esperanzas de Toulon 2009       | Francia | Tercer lugar     | 1        | 0     |
| Copa Mundial Sub-17 de 2009            | Nigeria | Octavos de final | 3        | 1     |

## Estadísticas

### Clubes
Actualizado al último partido jugado el 26 de mayo de 2021.
| Club | Div.          | Temporada     | Liga  | Liga  | Copas nacionales(1) | Copas nacionales(1) | Copas internacionales(2) | Copas internacionales(2) | Total(3) | Total(3) |
| Club | Div.          | Temporada     | Part. | Goles | Part.               | Goles               | Part.                    | Goles                    | Part.    | Goles    |
| --- | ------------- | ------------- | ----- | ----- | ------------------- | ------------------- | ------------------------ | ------------------------ | -------- | -------- |
| C. A. River Plate Argentina |               |               |       |       |                     |                     |                          |                          |          |          |
| 1.ª | 2013          | 0             | 0     | 1     | 0                   | —                   | —                        | 1                        | 0        |          |
| Total club | Total club    | 0             | 0     | 1     | 0                   | —                   | —                        | 1                        | 0        |          |
| Atlético de Rafaela Argentina |               |               |       |       |                     |                     |                          |                          |          |          |
| 1.ª | 2013-14       | 3             | 0     | —     | —                   | —                   | —                        | 3                        | 0        |          |
| Total club | Total club    | 3             | 0     | —     | —                   | —                   | —                        | 3                        | 0        |          |
| C. A. Nueva Chicago Argentina |               |               |       |       |                     |                     |                          |                          |          |          |
| 2.ª | 2014          | 0             | 0     | —     | —                   | —                   | —                        | 0                        | 0        |          |
| 2.ª | 2015          | 0             | 0     | —     | —                   | —                   | —                        | 0                        | 0        |          |
| Total club | Total club    | 0             | 0     | —     | —                   | —                   | —                        | 0                        | 0        |          |
| C. A. Belgrano Argentina |               |               |       |       |                     |                     |                          |                          |          |          |
| 1.ª | 2015          | 4             | 0     | —     | —                   | 0                   | 0                        | 4                        | 0        |          |
| 1.ª | 2016          | 2             | 0     | 2     | 0                   | 0                   | 0                        | 4                        | 0        |          |
| 1.ª | 2016-17       | 11            | 0     | 1     | 0                   | —                   | —                        | 12                       | 0        |          |
| Total club | Total club    | 17            | 0     | 3     | 0                   | 0                   | 0                        | 20                       | 0        |          |
| San Martín de Tucumán Argentina |               |               |       |       |                     |                     |                          |                          |          |          |
| 2.ª | 2017-18       | 17            | 0     | 0     | 0                   | —                   | —                        | 17                       | 0        |          |
| Total club | Total club    | 17            | 0     | 0     | 0                   | —                   | —                        | 17                       | 0        |          |
| C. D. Olimpia Honduras |               |               |       |       |                     |                     |                          |                          |          |          |
| 1.ª | 2018          | 14            | 0     | 3     | 0                   | —                   | —                        | 17                       | 0        |          |
| Total club | Total club    | 14            | 0     | 3     | 0                   | —                   | —                        | 17                       | 0        |          |
| C. A. Racing Argentina |               |               |       |       |                     |                     |                          |                          |          |          |
| 3.ª | 2019          | 6             | 0     | —     | —                   | —                   | —                        | 6                        | 0        |          |
| Total club | Total club    | 6             | 0     | —     | —                   | —                   | —                        | 6                        | 0        |          |
| C. D. Marathón Honduras |               |               |       |       |                     |                     |                          |                          |          |          |
| 1.ª | 2019-20       | 30            | 3     | —     | —                   | 2                   | 0                        | 32                       | 3        |          |
| Total club | Total club    | 30            | 3     | —     | —                   | 2                   | 0                        | 32                       | 3        |          |
| Deportivo Saprissa Costa Rica |               |               |       |       |                     |                     |                          |                          |          |          |
| 1.ª | 2020-21       | 31            | 3     | 0     | 0                   | 6                   | 1                        | 37                       | 4        |          |
| Total club | Total club    | 31            | 3     | 0     | 0                   | 6                   | 1                        | 37                       | 4        |          |
| Club Deportivo Cobán Imperial Guatemala |               |               |       |       |                     |                     |                          |                          |          |          |
| 1.ª | Clausura 2022 | 1             | 0     | 0     | 0                   | 0                   | 0                        | 1                        | 0        |          |
| Total club | Total club    | 1             | 0     | 0     | 0                   | 0                   | 0                        | 1                        | 0        |          |
| Total carrera | Total carrera | Total carrera | 119   | 6     | 7                   | 0                   | 8                        | 1                        | 134      | 7        |
| (1) Incluye datos de la Copa Argentina (2013-18) / Copa de Honduras (2018) / Supercopa de Costa Rica (2020). (2) Incluye datos de la Copa Sudamericana (2015-16) / Liga Concacaf (2019-20) / Liga de Campeones de la Concacaf (2021). (3) No incluye goles en partidos amistosos. |               |               |       |       |                     |                     |                          |                          |          |          |

### Selección

#### Goles en inferiores
| Gol | Fecha                 | Sede                                        | Oponente  | Marcador | Resultado | Competencia                            |
| --- | --------------------- | ------------------------------------------- | --------- | -------- | --------- | -------------------------------------- |
| 1.  | 18 de abril de 2009   | Estadio Tierra de Campeones, Iquique, Chile | Venezuela | 1-0      | 2-0       | Campeonato Sudamericano Sub-17 de 2009 |
| 2.  | 9 de mayo de 2009     | Estadio Tierra de Campeones, Iquique, Chile | Brasil    | 2-2      | 2-2       | Campeonato Sudamericano Sub-17 de 2009 |
| 3.  | 27 de octubre de 2009 | Estadio Abuya, Abuya, Nigeria               | Alemania  | 1-1      | 2-1       | Copa Mundial Sub-17 de 2009            |

## Palmarés

### Campeonatos nacionales
| N.º | Título             | Club               | País       | Año  |
| --- | ------------------ | ------------------ | ---------- | ---- |
| 1   | Torneo de Clausura | Deportivo Saprissa | Costa Rica | 2021 |

### Campeonatos internacionales
| N.º | Título                   | Equipo                   | Lugar | Año  |
| --- | ------------------------ | ------------------------ | ----- | ---- |
| 1   | Copa Libertadores Sub-20 | C. A. River Plate Sub-20 | Perú  | 2012 |